# Fernando Quevedo
Fernando Quevedo (17 december 1964) is een voormalig Spaans wielrenner.

## Levensloop en carrière
Quevedo werd prof in 1987 en bleef dat tot 1993. In 1987 was hij Spaans kampioen geworden bij de amateurs. In 1993 won hij een rit in de Ronde van de Algarve. Hij eindigde viermaal in de top vijftig in de Ronde van Spanje en was eenmaal rode lantaarn in de Ronde van Frankrijk.

## Resultaten in voornaamste wedstrijden
| Jaar | Ronde van Italië | Ronde van Frankrijk | Ronde van Spanje |
| ---- | ---------------- | ------------------- | ---------------- |
| 1988 |                  |                     | 98e              |
| 1989 |                  |                     | 49e              |
| 1990 |                  |                     | 44e              |
| 1991 |                  | opgave              |                  |
| 1992 |                  | 130e (laatste)      | 34e              |
| 1993 |                  |                     | 49e              |